# Duralinox
Il duralinox è una lega di acciaio leggera a una densità di 2,66 g/cm3, con forgiatura e laminazione a base di alluminio e magnesio al 5-12%, che non richiede alcun trattamento termico. Deve il suo nome al fatto che resiste alla corrosione. Può essere lavorato a caldo.

## Campi di applicazione
Viene utilizzato nella costruzione di velieri e telai per biciclette in virtù della sua leggerezza, facilità di lavoro e le operazioni di saldatura automatica.